# Legatus iuridicus
El Legatus Iuridicus era un cargo de la administración provincial del Imperio romano creado para administrar justicia en un conventus iuridicus de las tres provincias de la Hispania romana, Tarraconensis, Lusitania y Baetica, y en Dalmatia.
Era nombrado directamente por el emperador de entre los jóvenes senadores y estaba puesto a las órdenes del gobernador de la provincia. Su creación fue realizada en algún momento entre el imperio de Augusto y el de Claudio, utilizando como precedente la existencia de legati como auxiliares de los gobernadores provinciales republicanos y, también, en las provincias senatoriales del Alto Imperio.
Desaparecieron a finales del siglo III, con las reformas de Diocleciano.
- Datos: Q4994634